# Turismo consciente
El turismo consciente es un concepto promovido inicialmente desde Ecuador, que abarca al turismo sostenible, incorporado dentro de un marco de ética, responsabilidad con el medio ambiente, responsabilidad turística y crecimiento personal. 
El concepto se encuentra en constante desarrollo y ha tenido gran acogida en la Organización Mundial del Turismo y varias entidades de carácter internacional.

## Definición
"El turismo consciente es una experiencia de vida transformadora que genera un crecimiento personal que nos convierte en mejores seres humanos.Este nuevo concepto se sustenta en los principios de sostenibilidad y ética y promueve los valores de la paz, la amistad, el respeto y el amor a la vida como la esencia de la práctica turística. Constituye un pacto de convivencia, responsabilidad, respeto mutuo y comunión entre los agentes turísticos de las comunidades emisoras y receptoras, el turista y el patrimonio natural y cultural.El turismo consciente es un concepto vivo, dinámico y en constante construcción. Es una experiencia del dar y recibir."

## Historia
En el marco de la XI Conferencia Iberoamericana de Ministros de Turismo, desarrollada en Asunción, el ministro de Turismo del Ecuador, el Sr. Freddy Ehlers presentó por primera vez esta iniciativa, en mayo de 2011.
La iniciativa fue respaldada por unanimidad e incluida dentro de la Declaración Conjunta firmada por ministros y autoridades de turismo de 23 países de Iberoamérica y el Secretario General de la Organización Mundial de Turismo, el Sr. Taleb Rifai.
Posteriormente, El concepto de Turismo Consciente fue presentado públicamente por primera vez el 27 de junio de 2011, desde el cráter del Volcán Pululahua, ubicado en la Mitad del Mundo, en el Ecuador. Esto se dio con el fin de iniciar un proceso de reflexión sobre el turismo consciente y su conceptualización. 
Adicionalmente, el turismo consciente ha sido reconocido en distintos foros internacionales como son:
- I Congreso Internacional de Ética y Turismo (Madrid),
- XII Foro de Integración Turística de Centro América y el Caribe (Guatemala) 28, 29 de junio de 2011,
- II Reunión del Subgrupo de Trabajo sobre Turismo del Foro de Cooperación América Latina-Asia del Este – Focalae (Buenos Aires) 22 de agosto de 2011,
- XI Conferencia Iberoamericana de Ministros de Turismo  "transformación del Estado y Desarrollo"(Asunción),
- XIX Congreso Interamericano de Turismo (San Salvador) 27-29 de septiembre de 2011,
- XIX Asamblea General de la Organización Mundial del Turismo (South Kore) 8-14 de octubre de 2011.